# Rapala subguttata
Rapala subguttata är en fjärilsart som beskrevs av Henry John Elwes 1892. Rapala subguttata ingår i släktet Rapala och familjen juvelvingar. Inga underarter finns listade.